# Myronides dawnanus
Myronides dawnanus är en insektsart som beskrevs av Giglio-Tos 1914. Myronides dawnanus ingår i släktet Myronides och familjen Phasmatidae. Inga underarter finns listade i Catalogue of Life.